# Franz Werner
Franz Werner ( 15 de agosto de 1867, Viena - 28 de febrero de 1939, ibíd.) fue un zoólogo y explorador austriaco.
Fue su padre quien le descubrió a los seis años, los reptiles y anfibios. Brillante estudiante, se relaciona pronto con George Albert Boulenger (1858-1937) y Oskar Boettger (1844-1910), que fomentaron el estudio de estos animales. Recibió su doctorado en Viena en 1890 y después de pasar un año en Leipzig, comenzó a enseñar en el Instituto de Zoología de Viena. Se convierte en 1919, en profesor de tiempo completo, cargo que ocupó hasta su jubilación en 1933 .
Mientras trabajaba cerca del Museo de Historia Natural de Viena, no puede utilizar las colecciones de anfibios y reptiles de esta institución hasta después de la muerte de su director, Franz Steindachner (1834-1919), al que no le gustaba Werner y le tenía prohibido el acceso a las colecciones. Werner se las arregla para tener una gran colección personal y publicó más de 550 publicaciones principalmente en herpetología. Él entrenó a muchos científicos, tanto herpetólogos, como entomólogos, también era un especialista de los ortópteros y los escorpiones .
Publicó en 1931, Dritte Klasse der Craniota : dritte und zugleich letzte Klasse der Ichthyopsida : Amphibia, Lurche : allgemeine Einleitung in die Naturgeschichte der Amphibia. Son livre, Amphibien und Reptilien (1910), que ayudó a popularizar el terrario.

## Lista de taxones descritos por Franz Werner
- Familia: Leptodactylidae (Werner, 1896) (49 géneros)
- Subfamilia: Leptodactylinae (Werner, 1896)
- Género: Astylosternus (Werner, 1898)

### Especies

#### Peces
- Himantura schmardae (Werner, 1904)
- Neobola nilotica Werner, 1919

#### Anfibios
- Rana holtzi (Werner, 1898)
- Rana leporipes (Werner, 1930)
- Rana ornativentris (Werner, 1903)
- Litoria jeudii (Werner, 1901)
- Neobatrachus pelobatoides (Werner, 1914)
- Eleutherodactylus affinis (Werner, 1899)
- Eleutherodactylus appendiculatus (Werner, 1894)
- Eleutherodactylus bisignatus (Werner, 1899)
- Eleutherodactylus frater (Werner, 1899)
- Eleutherodactylus laevissimus (Werner, 1896)
- Eleutherodactylus rostralis (Werner, 1896)
- Rheobates palmatus (Werner, 1899)
- Astylosternus diadematus (Werner, 1898)
- Leptopelis boulengeri (Werner, 1898)
- Leptopelis brevirostris (Werner, 1898)
- Leptopelis modestus (Werner, 1898)
- Craugastor laevissimus (Werner, 1896)
- Craugastor rostralis (Werner, 1896)
- Eleutherodactylus affinis (Werner, 1899)
- Eleutherodactylus appendiculatus (Werner, 1894)
- Eleutherodactylus bisignatus (Werner, 1899)
- Eleutherodactylus frater (Werner, 1899)
- Phrynopus columbianus (Werner, 1899)
- Atelopus subornatus (Werner, 1899)
- Chaunus limensis (Werner, 1901)
- Chaunus schneideri (Werner, 1894)
- Rhaebo nasicus (Werner, 1903)
- Wolterstorffina parvipalmata (Werner, 1898)
- Telmatobius verrucosus (Werner, 1899)
- Cycloramphus asper (Werner, 1899)
- Cycloramphus bolitoglossus (Werner, 1897)
- Fejervarya schlueteri (Werner, 1893)
- Hypsiboas pellucens (Werner, 1901)
- Osteocephalus verruciger (Werner, 1901)
- Scinax dolloi (Werner, 1903)
- Sphaenorhynchus platycephalus (Werner, 1894)
- Litoria jeudii (Werner, 1901)
- Afrixalus quadrivittatus (Werner, 1908)
- Incertae sedis: Hyperolius papyri (Werner, 1908)
- Hyperolius balfouri (Werner, 1908)
- Neobatrachus pelobatoides (Werner, 1914)
- Oreophryne brachypus (Werner, 1898)
- Oreophryne wolterstorffi (Werner, 1901)
- Plethodontohyla angulifera (Werner, 1903)
- Phrynomantis annectens (Werner, 1910)
- Ptychadena aequiplicata (Werner, 1898)
- Ptychadena schillukorum (Werner, 1908)
- Incertae Sedis: Rana temporaria var. nigromaculata (Werner, 1897)
- Huia leporipes (Werner, 1930)
- Rana holtzi (Werner, 1898)
- Rana ornativentris (Werner, 1903)
- Buergeria pollicaris (Werner, 1914)

##### Salamandras
- Bolitoglossa dofleini (Werner, 1903)
- Bolitoglossa palmata (Werner, 1897)

##### Caecilians
- Crotaphatrema bornmuelleri (Werner, 1899)

#### Reptiles
- Vipera bornmuelleri (Werner, 1898)
- Vipera palaestinae (Werner, 1938)
- Bothriopsis oligolepis (Werner, 1901)
- Atheris ceratophora (Werner, 1895)
- Macrovipera schweizeri (Werner, 1935)
- Paranaja multifasciata (Werner, 1902)
- Elaphe persica (Werner, 1913)
- Elapsoidea laticincta (Werner, 1919)
- Coluber andreanus (Werner, 1917)
- Lampropeltis triangulum arcifera (Werner, 1903)
- Leptotyphlops rubrolineatus (Werner, 1901)
- Micrurus diastema alienus (Werner, 1903)
- Micrurus diastema sapperi (Werner, 1903)
- Micrurus frontifasciatus (Werner, 1927)
- Micrurus lemniscatus frontifasciatus (Werner, 1927)
- Micrurus multifasciatus hertwigi (Werner, 1897)
- Micrurus steindachneri steindachneri (Werner, 1901)
- Morelia spilota macrospila (Werner, 1910)
- Chrysopelea ornata ornatissima (Werner, 1925)
- Asaccus elisae
- Chalcides ebneri ( Werner, 1931)

#### Insectos
- Creobroter fasciatus (Werner, 1927)

### Honores

#### Eponimia
- Werneria (genus of toads)
- Dendropsophus werneri (frog species)
- Arthroseps werneri (lizard species)
- Chamaelycus werneri (snake species)
- Achalinus werneri (snake species)
- Testudo werneri (tortoise species)
- Stenaelurillus werneri (spider species)
- Olios werneri (spider species)
- Firmicus werneri (spider species)
- Chamaeleo werneri (chamaeleon species)

## Fuente
- Kraig Adler. 1989. Contributions to the History of Herpetology, Soc. for the study of amphibians and reptiles.
- Amphibian Species of the World, del American Museum of Natural History Archivado el 10 de mayo de 2022 en Wayback Machine.

## Abreviatura (zoología)
La abreviatura Werner  se emplea para indicar a Franz Werner como autoridad en la descripción y taxonomía en zoología.

## Literatura
- Werner, F. 1896. Über einige Reptilien aus Usambara (Deutsch-Ostafrika). Verhandlungen der Kaiserlich-Königlichen Zoologisch-Botanischen Gesellschaft in Wien, 45. 1895: 190–194
- Werner, F. 1899. Ein neues Chamaeleon aus Madagascar (Chamaeleon axillaris). Zool. Anz. 22: 183–184
- Werner, F. 1902. Prodromus einer Monographie der Chamäleonten. Zool. Jahrb. Syst. 15: 295–460
- Werner, F. 1911. Das Tierreich - Chamaeleonidae. Walter de Gruyter, Berlin, 27: xi + 52 pp.

- Datos: Q85455
- Multimedia: Franz Werner / Q85455
- Especies: Franz Werner